# Edoardo Scotti
Edoardo Scotti (Lodi, 9 de mayo de 2000) es un deportista italiano que compite en atletismo, especialista en las carreras de velocidad. Ganó dos medallas de plata en el Campeonato Europeo de Atletismo de 2024, en las pruebas de 4 × 400 m y 4 × 400 m mixto.

## Palmarés internacional
| Campeonato Europeo | Campeonato Europeo | Campeonato Europeo | Campeonato Europeo |
| Año                | Lugar              | Medalla            | Prueba             |
| ------------------ | ------------------ | ------------------ | ------------------ |
| 2024               | Roma (Italia)      | Medalla de plata   | 4 × 400 m          |
| 2024               | Roma (Italia)      | Medalla de plata   | 4 × 400 m mixto    |